# Ulica Bolesława Prusa we Wrocławiu
Ulica Bolesława Prusa we wrocławskim osiedlu Ołbin łączy dzisiejsze ulice Kilińskiego na południowym zachodzie z Daszyńskiego na północnym wschodzie. Całkowita jej długość wynosi niespełna 1,4 km.

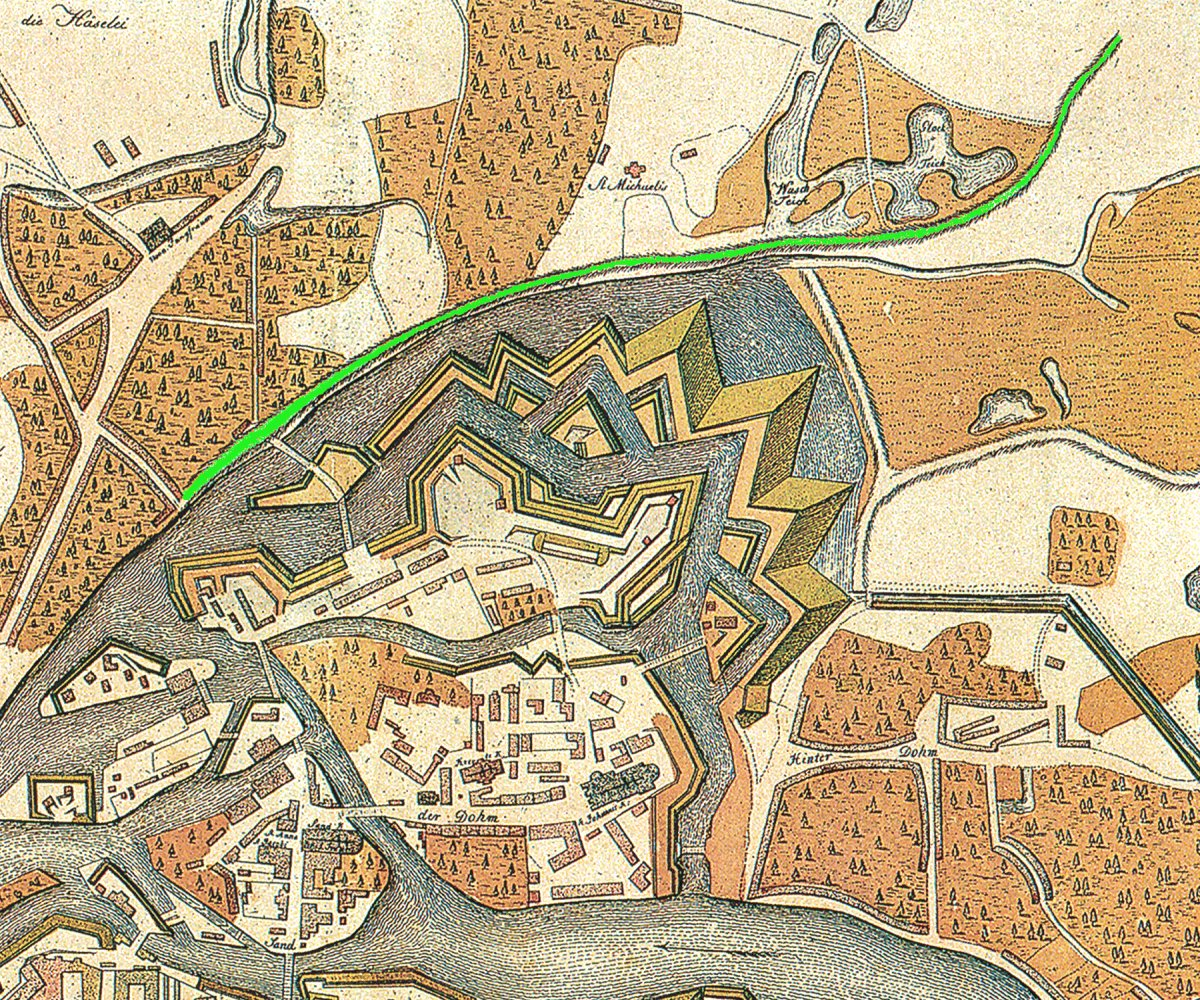
Am Lehmdamm (na zielono) w 1807,
tuż przed zburzeniem fortyfikacjia

## Historia
Współczesny przebieg ulicy jest prawie identyczny z przebiegiem dawnej drogi Am Lehmdamm („Na Glinianej Grobli”). Grobla ta, wzmiankowana po raz pierwszy w 1309, zapobiegała podczas przyborów wód Odry zalaniu ziem leżących na północ od niej, należących do benedyktynów (potem norbertanów) z opactwa św. Wincentego na Ołbinie.
Zabudowania w okolicy tej grobli wzmiankowane były po raz pierwszy w roku 1458.
W XVIII wieku koryto płynącej wzdłuż tej grobli rzeki wykorzystano jako przeszkodę wodną w systemie fortyfikacji miasta przed północną linią murów. Po likwidacji fortyfikacji Wrocławia po wkroczeniu doń Francuzów w 1807 tutejsza odnoga Odry została odcięta i przez następne kilka dziesięcioleci – do lat 60. XIX w. – powoli wysychała}, toteż zabudowania wzdłuż Lehmdamm niemal do końca XIX wieku stawiano wyłącznie po północnej stronie ulicy. Miejsce, gdzie znajdowały się stawy służące okolicznym mieszkańcom do prania odzieży i podmokłe łąki na wschód od kościoła św. Michała (teren obecnego parku Stanisława Tołpy) pozostawiono niezabudowane, a dopiero w roku 1936 teren ten przecięty został ulicą (Adalbertstraße, dziś ul. Wyszyńskiego).
Na rogu dzisiejszych ulic Matejki i Prusa znajdowała się w połowie XIX wieku huta szkła; w 1879 na południowo-zachodnim końcu ulicy wybudowana została Königliche Gewerbe- und Oberrealschule – Królewska Szkoła Rzemiosła i Wyższa Szkoła Realna według projektu Roberta Mende (w 1904 dobudowano salę gimnastyczną dla tej szkoły według projektu Plüddemanna). Pod koniec XIX stulecia pojawiły się pierwsze zabudowania również na południowej pierzei ulicy; w latach 1901–1904 w kwartale pomiędzy dzisiejszymi ulicami Prusa, Rozbrat, Chemiczną i Górnickiego wybudowany został secesyjno-neoromański okazały gmach Królewskiej Szkoły Rzemiosł Budowlanych i Wyższej Szkoły Budowy Maszyn (Königliche Bau-Gewerk-Schule und Maschinen-Bau-Schule). Nieco dalej na wschód w kwartale narożnym Nowowiejskiej i Prusa (Am Waschteich – „Nad Stawem do Prania”) powstały w tym samym czasie neogotyckie gmachy szkół (męskiej w 1900, żeńskiej 1904) im. Pestalozziego według projektu Plüddemanna i Frobösego.

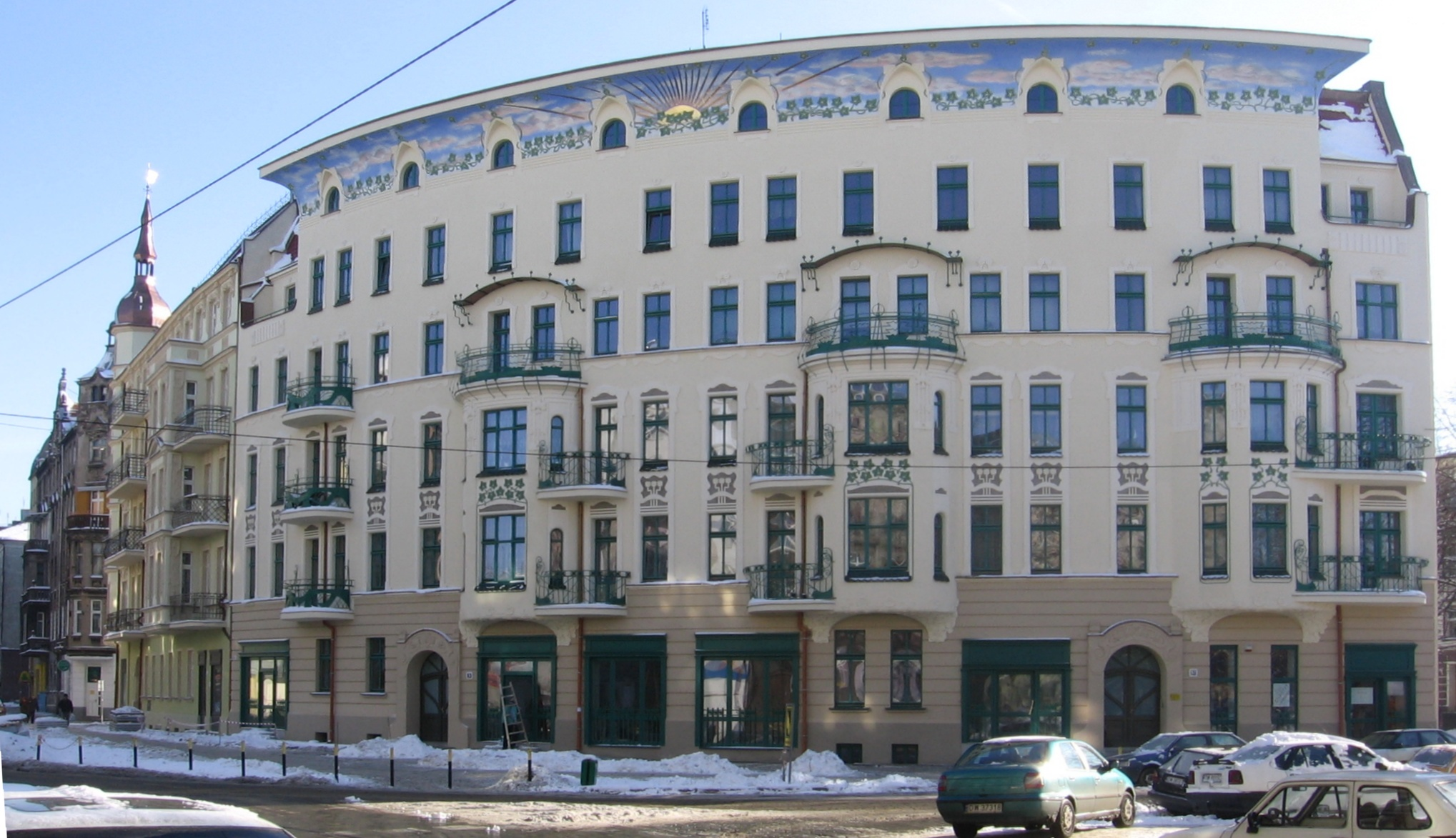
Secesyjna kamienica (z 1902 r.) przy ulicy Prusa 5

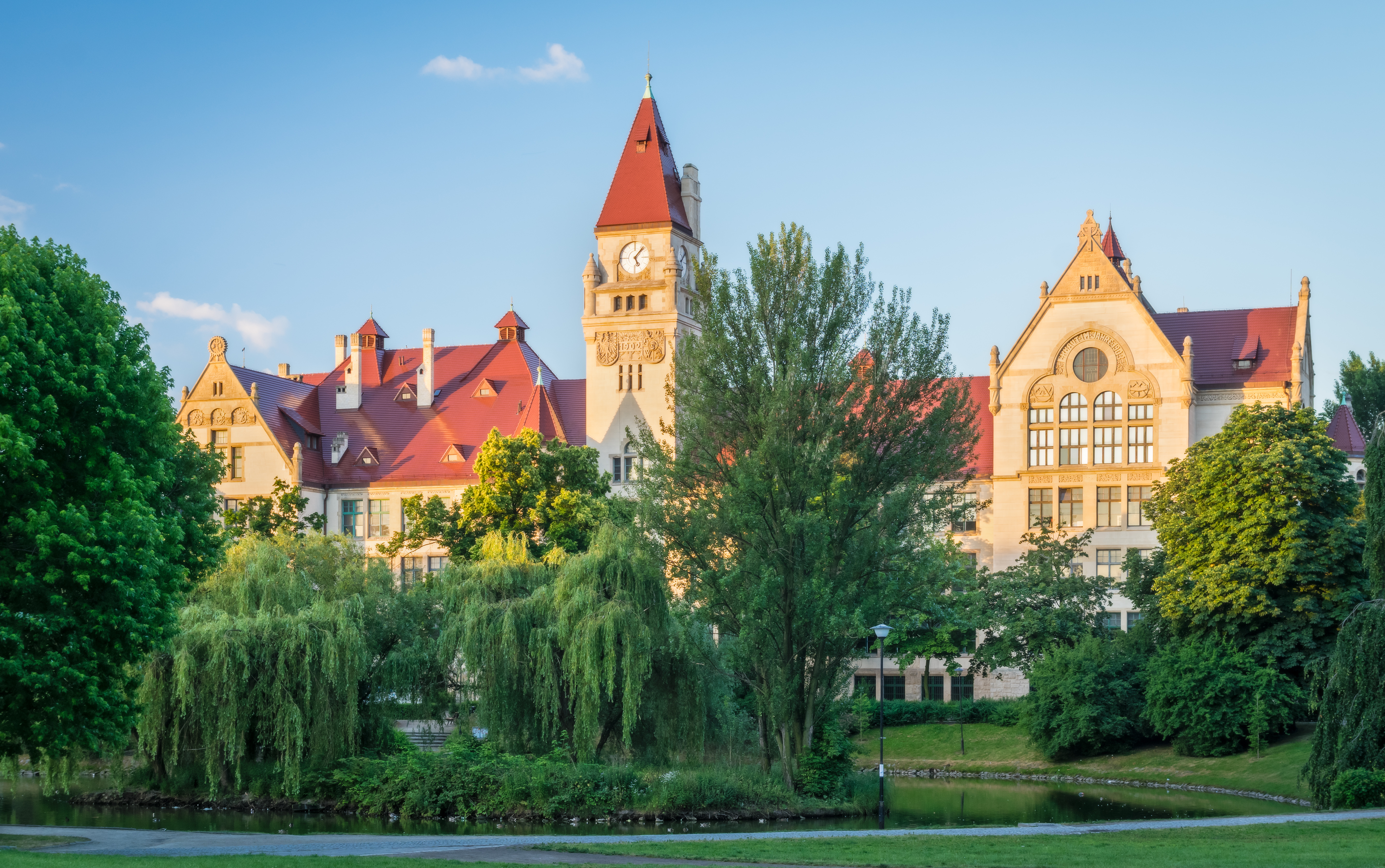
Widok z parku Stanisława Tołpy
na budynek E-1 Politechniki

II wojna światowa oszczędziła – jak na warunki wrocławskie – wrocławskie Przedmieście Odrzańskie, w tym większość zabudowań przy ulicy Prusa: zniszczone zostały tylko zabudowania w rejonie ul. Bema i Kilińskiego, w tym wspomniana wyżej Królewska Szkoła Rzemiosła z 1879 roku, oraz pojedyncze domy w pozostałej części ulicy, na których miejscu po wojnie zbudowano „plomby” oraz dwa punktowce wg projektu budynków przy ulicy Mikołaja Reja 4, 6, 8.
W okazałym czterokondygnacyjnym gmachu na południowej pierzei, przy ul. Prusa nr 9 (pomiędzy Ledóchowskiego a Barycką) znajdowała się po wojnie centrala telefoniczna obsługująca 20 tys. abonentów w tej części Wrocławia; początkowo były to urządzenia systemu Strowgera, potem (na początku lat 80.) na piętrze ustawiono nowocześniejsze, systemu Pentaconta. Centralę zlikwidowano ostatecznie z końcem lat 90. XX wieku, a budynek przekształcono w dom akademicki.